# قرار مجلس الأمن التابع للأمم المتحدة رقم 960
قرار مجلس الأمن التابع للأمم المتحدة رقم 960، المتخذ بالإجماع في 21 تشرين الثاني / نوفمبر 1994، بعد إعادة التأكيد على القرار 782 (1992) وجميع القرارات اللاحقة بشأن موزامبيق، رحب المجلس وأيد الانتخابات الأخيرة في 27-29 تشرين الأول / أكتوبر 1994 وفقا لاتفاقات روما العامة للسلام ، مشيراً إلى إعلان الممثل الخاص للأمين العام أنها كانت حرة وعادلة.
ودعا المجلس الأحزاب الموزمبيقية إلى قبول النتائج التي تم انتخاب يواكيم شيسانو من فريليمو، ومواصلة عملية المصالحة الوطنية على أساس نظام ديمقراطي متعدد الأحزاب ومراعاة المبادئ الديمقراطية. وحث جميع الدول الأعضاء والمنظمات الدولية على المساهمة في إعادة إعمار موزامبيق.

## روابط خارجية
- نص القرار في undocs.org